# Dihydroorotate déshydrogénase
La dihydroorotate déshydrogénase est une oxydoréductase qui catalyse la réaction :
(S)-dihydroorotate + fumarate  {\displaystyle \rightleftharpoons }  orotate + succinate.
Cette enzyme intervient dans la biosynthèse de novo des pyrimidines. Chez l'homme, elle utilise le FMN comme cofacteur. Chez les bactéries, elle est encodée par le gène pyrD et est localisée sur la face interne de la membrane plasmique ; chez certaines levures, comme Saccharomyces cerevisiae, elle est située dans le cytosol, tandis que chez d'autres eucaryotes elle est présente dans les mitochondries.